# Омолоджувальна обрізка

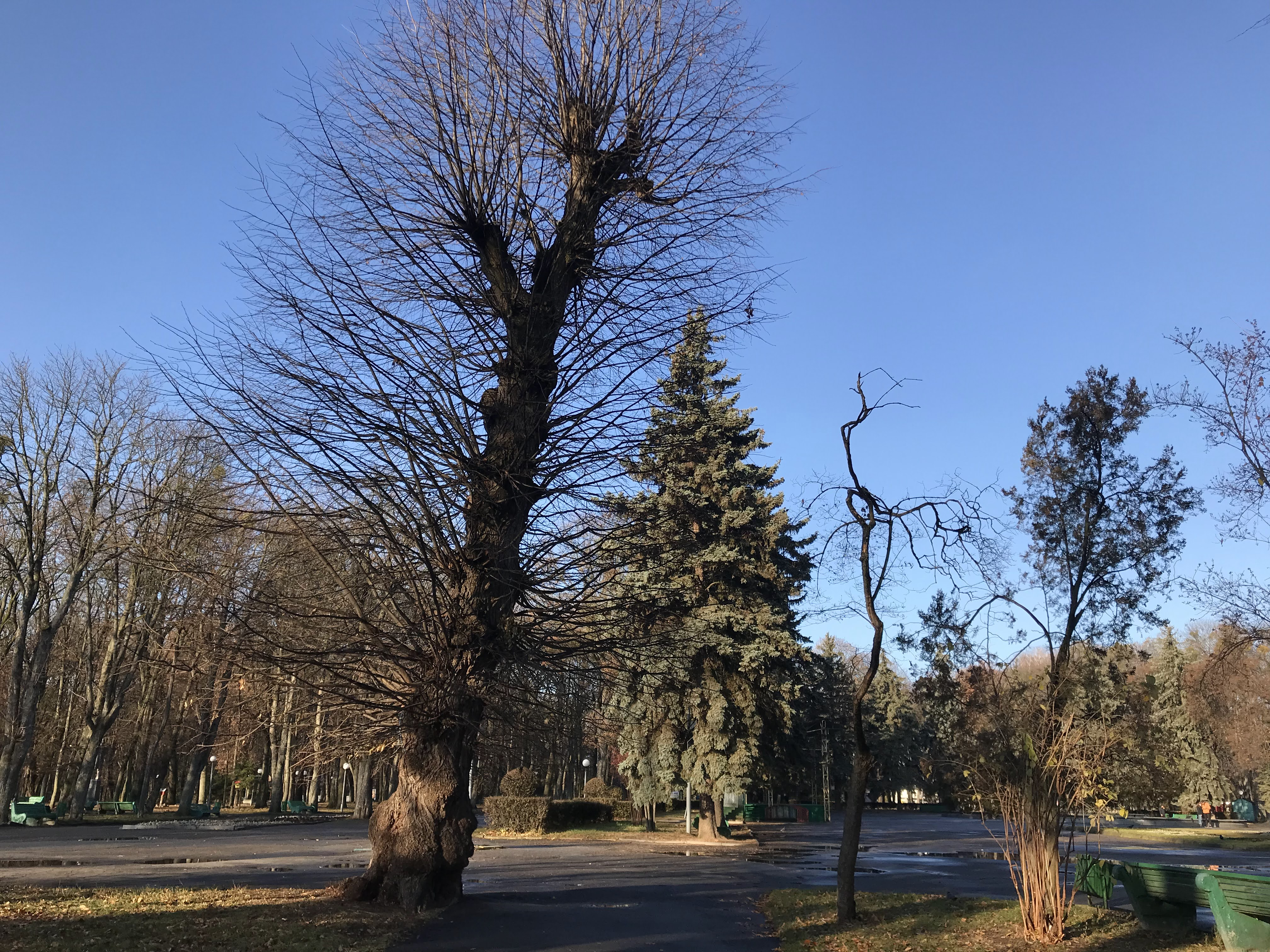
Липа з обрізаним гіллям 2-го порядку, стовбур пустив нові паростки. Молоді гілки не важкі та не створюють небезпеки поломки стовбуру чи падіння дерева від вітру. З розпусканням листя дерево матиме густу зменшену крону

Омолоджувальна обрізка дерев, стовбурування або полардинг (англ. pole — стовбур) — методика обрізки гілок першого, другого або третього порядку задля досягнення бажаної висоти та форми дерев із декоративних міркувань, із міркувань формування сталої стандартної крони для, методика заготовки деревини, методика підтримання старих дерев безпечними.

## Причини виконання

### Омолодження
Омолоджувальна обрізка дозволяє сформувати у деяких випадках нову крону. У старій кроні гілки дерева можуть мати неправильну розлогу форму, крона дерева може бути частково виломана буревієм, дерево може мати подвійний стовбур який загрожує тим що розколиться, крона може мати асиметричну будову або частково зіпсована унаслідок обрізок через близькість лінії електропередач. Також причиною може бути те, що у крони можуть бути вирізані гілки, окремі сухі гілки, або крона може бути зіпсована верхівковим усиханням. Нове гілля, яке розростається із стовбура або крупних гілок дозволяє формувати якісно нову крону яку молодого дерева.

### Безпекова
Стовбурування дозволяє забезпечити збереження старого дерева яке не може нести всю увагу гілок, велике гілля додає дорослому дереву вітрильності, що може призвести до падіння дерева навіть при незначному вітровому навантаженні, особливо, коли падіння може призвести до пошкодження транспорту, повітряних ліній електропередач, викликати руйнування ближніх будинків.

### Декоративний вигляд
У деяких випадках омолоджувальна обрізка дозволяє вирівняти зовнішній вигляд деревне залежності від його віку швидкості росту та частковому старінню. Наприклад, коли потрібно забезпечити стандартний вигляд дерев вздовж вулиці або лінії дерев особливо у паркових зонах. У деяких випадках за мету можуть ставити прибирання розлогу її крони, яка закриває архітектурні пам'ятки, конструкції робить незначне затінення вікон приміщень.

### Боротьба з омелою
Вся крона дерева може бути заражена омелою — рослина яка цілорічно паразитує на гіллях багатьох дерев. Коли омела буйно розростається, вона спричиняє до загибелі дерева: гілля дерев недоотримує сок, який іде на омелу, наступає верхівкове всихання — перша стадія загибелі дерева, додатково, кущі омели додають вітрильного сті до стовбуру дерева, що робить дерево вразливішим до вітру. Декілька видів пташок харчується ягодами омели, проте вона є отруйною та непридатною для харчування для людей. Великі зарості омели спричиняють подальше її утримання популяції, зараження нових дерев. Обрізка до стовбуру дерев які суцільно заражені омелою дозволяє зменшити кількість паразиту та може зберегти стовбур дерева який відросте. Вирізання окремих гілок є досить складним процесом, а збивання окремих кущів неефекривне, так як омела проросте з підкорових ризоїдів знову.

### Подовження життя
Вражене коріння дерева, яке почало всихати, де корінь не може забезпечити живлення всієї маси гілок. Методика полягає у тому, що гілля другого третього чи четвертого порядку, яке відгалужується від стовбу, обрізається у осінньо-зимовий період. Нові пагони, які починають рости навесні, проростають рівномірно по всій площі обрізання крони починаючи формувати молоді пагінці із раніше сплячих бруньок, таким чином забезпечуючи кулеподібну низькорослу форму дерева не яка у міських умовах зазвичай не перевищує 3-7 м. Омолоджувальна обрізка не підходить для занадто молодих та занадто старих дерев — у першому випадку коренева система не може забезпечити нормальний ріст нових гілок та стовбур дерева не є високим, у другому випадку — рани від зрізу занадто товстих гілок не загоюються та слугують місцем грибкового інфікування та гниття деревини. Омолоджувальна обрізку переносять не всі дерева, а лише ті, які можуть формувати гілля із сплячих бруньок: зокрема, непогано відростає липа, ясен, верба (до 80-85 % виживання дерев) і навпаки — для багатьох видів дерев обрізка може закінчитися усиханням всього дерева або формування єдиного пагона лідера і утворення кривого дерева (берези). Також, окремі види дерев формують крону лише самостійно і втручання у її формування тільки спотворює форму дерева хаотичним розростанням окремих пагонів-лідерів (клени, берези, хвойні).

### Вивільнення місця для інших дерев
Нове дерево, яке посаджене у зоні де були частково вирізані інші дерева не маючи достатнього освітлення від оточуючих дерев не може нормально вегетувати. У такому випадку ставиться задача, при якій потрібно забезпечити достатню інсоляцію для нових дерев які ростуть як заміна старим деревом — старі дерева частково обрізаються, відростають, залишаючи меншу крону, а молодим деревам є достатньо світла для зростання для повної замвни старих. При цьому не спотворюється вигляд навколишнього середовища — старі стовбури дерев, відростаючи, залишають місце озелененим.

### Заготівля деревини та їжі
Низька обрізка стовбуру дерев (часто нарівні зросту людини) може бути виконана з метою заготівлі свіжих пагонів (верби для їжі тваринам та лози), паралельно виконуючи функцію візуального паркану або загорожі. Слід зазначити, що для заготівлі деревини також можуть обрізувач дерево під пеньок, Daisugi (台杉, where sugi refers to Japanese cedar), is a similar Japanese technique. беручи до розрахунку, що дерева такі як липа (пеньки липи), дають множинні пагони які потім можна використовувати для зведення парканів.